# Candelária (Madalena)
Candelária ist eine portugiesische Gemeinde (Freguesia) im Kreis (Concelho) von Madalena, auf der Azoreninsel Pico. In der Gemeinde leben 829 Einwohner (Stand 19. April 2021).

## Geschichte

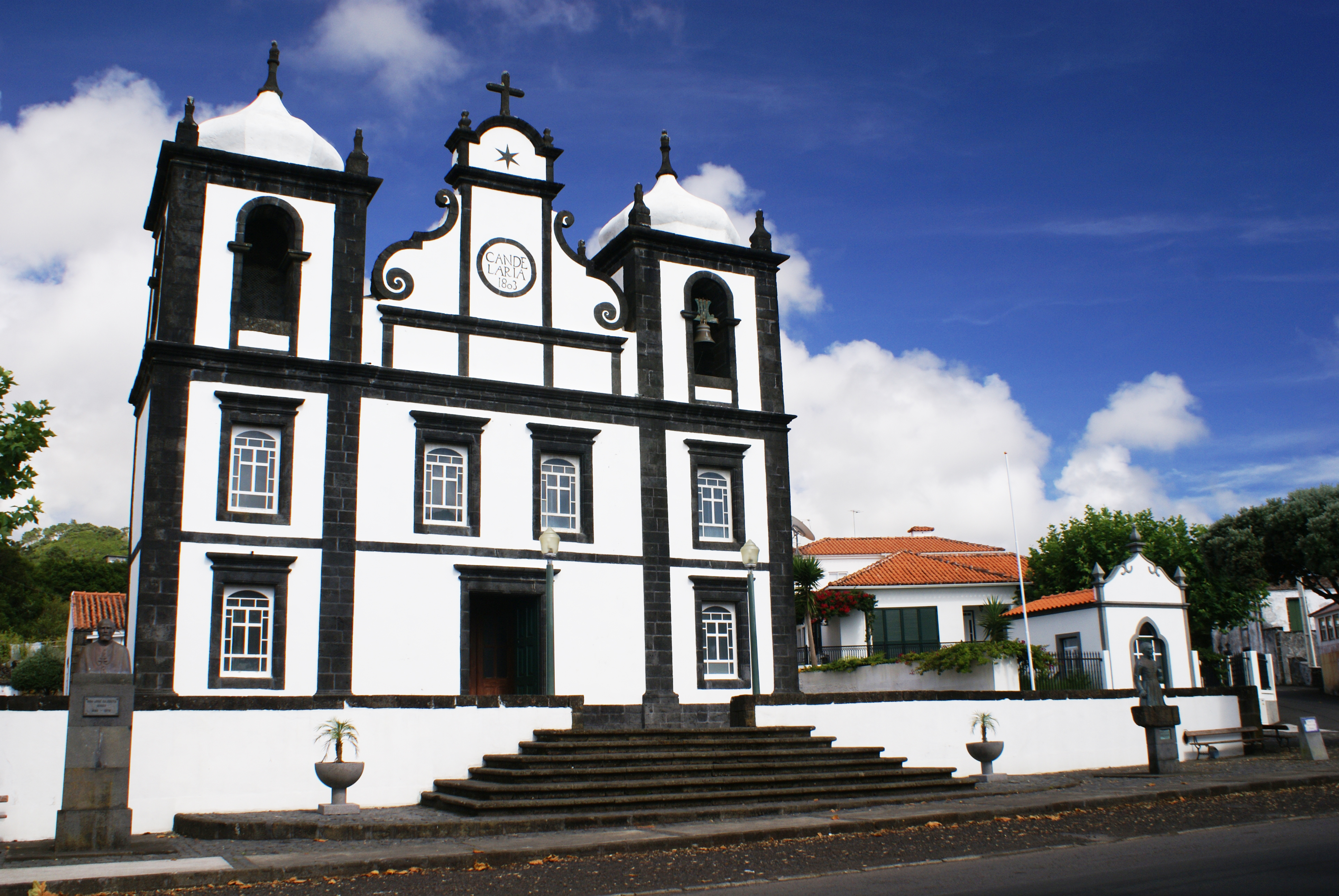
Die Kirche Igreja de Nossa Senhora das Candeias

Die Gemeinde wurde 1632 gegründet.

## Verwaltung
Candelária ist Sitz einer gleichnamigen Gemeinde (Freguesia). Folgende Ortschaften liegen in der Gemeinde:
| - Biscoitos - Campo Raso - Candelária (Madalena) - Canada das Adegas - Canada Negra - Canto | - Eira - Fogos - Guindaste - Mirateca - Monte - Pedras | - Pocinho - Ponta da Madre Silva - Ponta do Espartel - Porto de Ana Clara - Porto do Calhau - São Nuno |

## Söhne und Töchter
- José da Costa Nunes (1880–1976), Patriarch von Ostindien und Kurienkardinal der römisch-katholischen Kirche.
- Jaime Garcia Goulart (1908–1997), erster Bischof des Bistums Dili